# En campanya tot s'hi val
En campanya tot s'hi val (títol original en anglès: The Campaign) és una pel·lícula de comèdia del 2012 protagonitzada per Will Ferrell i Zach Galifianakis com dos meridionals que competeixen per un escó al Congrés per a representar el seu petit districte. El guió de la pel·lícula va ser escrit per Eastbound & Down, Shawn Harwell, i Chris Henchy, i la pel·lícula està dirigida per Jay Roach, distribuïda per Warner Bros Pictures i estrenada el 10 d'agost de l'any 2012. Ha estat doblada al català.

## Repartiment
| - Will Ferrell com a Camden "Cam" Brady - Zach Galifianakis com a Martin Sylvester "Marty" Huggins - Jason Sudeikis com a Mitch Wilson - Dylan McDermott com a Tim Wattley - Katherine LaNasa com a Rose Brady - Sarah Baker com a Mitzi Huggins - John Lithgow com a Glenn Motch - Dan Aykroyd com a Wade Motch - Brian Cox com a Raymond Huggins - Karen Maruyama com a Mrs. Yao - Grant Goodman com a Clay Huggins - Kya Haywood com a Dylan Huggins - Billy Slaughter com a Dermot - Aaron Jay Rome com l'Intern Jason - Taryn Terrell com a Janette - Josh Lawson com a Tripp Huggins - P. J. Byrne com a Rick - Thomas Middleditch com a Travis - Tzi Ma com a Mr. Zheng - Jack McBrayer com a Mr. Mendenhall - Kate Lang Johnson com a Shana St. Croix | - Scott A Martin com a Wes Talager - Steve Tom com el Representatiu Ben Langley - Seth Morris com el Marit que es confessa - Nick Smith com el Càmera de la sala - John Goodman com el Rep. Scott Talley Cameos com ells mateixos - Wolf Blitzer - Piers Morgan - Bill Maher - Chris Matthews - Dennis Miller - Lawrence O'Donnell - Joe Scarborough - The Miz - Mika Brzezinski - Willie Geist - Ed Schultz - Bachman & Turner - Uggie - Rob Mariano |

## Recepció
La campanya va rebre crítiques positives dels crítics, amb una qualificació preliminar de 67% a Rotten Tomatoes basada en 76 opinions. El consens afirma que: "La seva marca distintiva de sàtira política no és tan intel·ligent o forta com es podria esperar en un any electoral, però The Campaign se les arregla per a generar un nombre suficient de riures gràcies als seus dos protagonistes ben trobats." En Metacritic posseeix una puntuació de 50/100, la qual cosa indica crítiques variades. Richard Roeper li atorga a la pel·lícula una A-, i la va descriure com "una de les millors comèdies de l'any" en la qual "el material és ofensiu, divertit, però on les escenes de riure són molt consistents".

## Música
Green Day va tocar "99 Revolutions", de la seua trilogia ¡Uno! ¡Dos! ¡Tré! d'àlbums, en els crèdits finals de la pel·lícula.